# Shorea negrosensis
Shorea negrosensis är en tvåhjärtbladig växtart som beskrevs av Foxworthy. Shorea negrosensis ingår i släktet Shorea och familjen Dipterocarpaceae. Inga underarter finns listade i Catalogue of Life.